# Audógrafo Gray

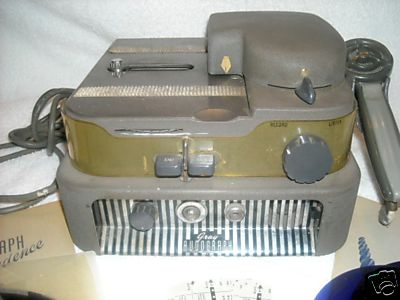
Audógrafo Gray.

El audógrafo Gray fue un formato de dictado introducido en 1945. Grababa el sonido al presionar ranuras sobre suaves discos de vinilo. Fue fabricado por la Gray Manufacturing Company de Hartford, Connecticut, en Estados Unidos. 
El autógrafo grababa en delgados discos de vinilo, operando desde adentro hacia afuera, lo opuesto a los discos de gramófono convencionales. A diferencia de los registros convencionales, el disco era impulsado por una rueda montada en la superficie. Esto provocaba que, para mantener una velocidad lineal más constante y mejorar el tiempo de reproducción, su velocidad de grabación y de reproducción disminuyera hacia el borde del disco (como el disco compacto y otros formatos digitales).
Junto con un grabador de sonido DictaBelt, un audógrafo captó los sonidos grabados en el momento del asesinato de John F. Kennedy, los cuales fueron revisados por el Comité Selecto de la Cámara sobre Asesinatos. 
En 1950, Gray comenzó a hacer una variante del audógrafo, el Peatrófono, para AT&T. Sin embargo, debido a que en ese momento los costos de alquiler e instalación de la máquina eran altos, solo servía a un nicho de mercado.